# Obelisc de Files
L'Obelisc de Files és un dels dos trobats a Files (Alt Egipte) el 1815; subsisteix complet mentre que el seu bessó es va fracturar ja en temps antic. Poc després aquest obelisc i un gran fragment de l'altre van ser adquirits per William John Bankes i a hores d'ara encara romanen als jardins del que fou el seu palau: Kingston Lacy, a Anglaterra.
Es troben en l'obelisc dues inscripcions: una en jeroglífics egipcis i l'altra en grec antic. En comparar tots dos textos, tot i no ser pas traduccions de l'un a l'altre, Bankes hi cregué reconéixer els noms Ptolemeu i Cleòpatra en caràcters jeroglífics. La seua identificació, més tard, la confirmà Thomas Young i Jean-François Champollion, i l'obelisc li va ser summament útil a Champollion per a desxifrar els jeroglífics egipcis.
Les inscripcions documenten una petició dels sacerdots egipcis de Files i la resposta favorable per part de Ptolemeu VIII Evèrgeta II i les reines Cleòpatra II i Cleòpatra III. Els textos estan datats del 118 i 117 abans de la nostra era.
Durant la dècada del 1820, Bankes va adquirir l'obelisc trobat a Files i se'l va endur a la seua mansió a Kingston Lacy (Dorset, Anglaterra). L'operació es va dur a terme amb col·laboració de l'aventurer Giovanni Belzoni. La casa ara pertany a la Fundació Nacional per a Llocs d'Interés Històric o Bellesa Natural i l'obelisc encara es troba als seus jardins.(1)
L'obelisc, pel seu caràcter bilingüe i la "traducció" metafòrica de la missió espacial Rosetta, dona nom a la missió Philae, que arribà al cometa 67P/Churiumov-Guerasimenko el 6 d'agost del 2014 i hi aterrà el 12 de novembre del 2014.

## Galeria d'imatges

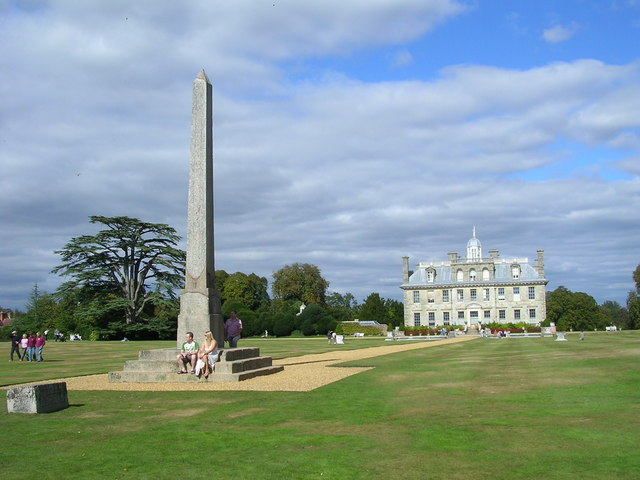
Vista 1 de l'obelisc de Files
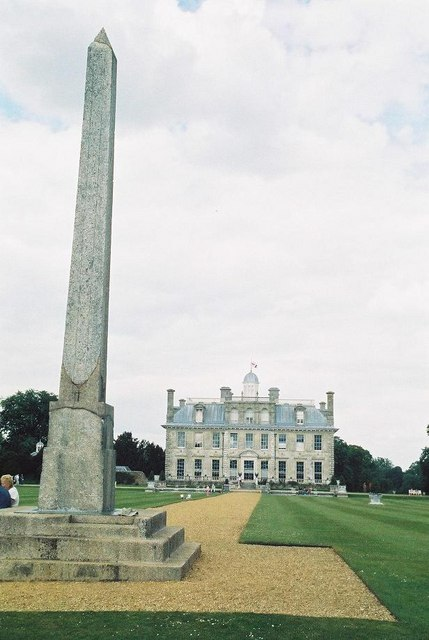
Vista 2 de l'obelisc de Files
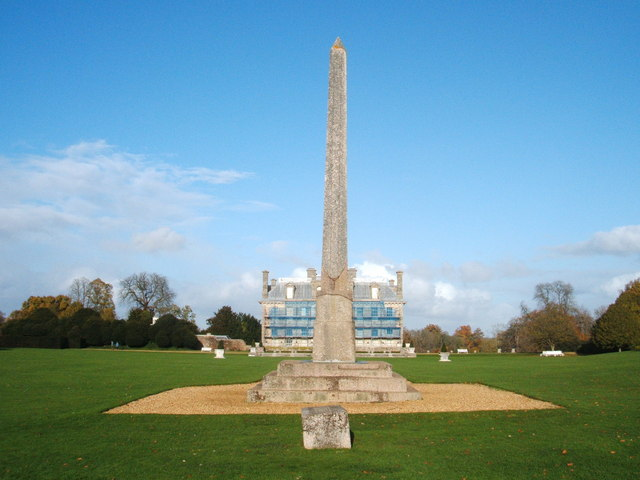
Vista 3 de l'obelisc de Files